# 小行星6387
小行星6387（英語：6387）是一颗围绕太阳公转的小行星。1989年11月19日，上田清二、金田宏在钏路市发现了此天体。
这颗小行星的绝对星等为154.06943等。